# Indian Ocean Experiment
Indian Ocean Experiment (Eksperyment na Oceanie Indyjskim), skrótowiec INDOEX – eksperyment z 1999 roku, którego celem było zbadanie wpływu aerozoli pochodzenia naturalnego i antropogenicznego na klimat oraz wzajemne oddziaływania między aerozolami a klimatem w skali regionu i całego świata.

## Opis eksperymentu
INDOEX był dużym, międzynarodowym projektem, który badał w jaki sposób odbywa się transport i jakie są skutki zanieczyszczeń w strefie pomiędzy źródłem ich emisji nad kontynentem a obszarem ich usuwania z atmosfery nad oceanem. Naukowcy mieli do dyspozycji cztery samoloty, dwa statki badawcze (R/V – research vessel), kilka stacji naziemnych, sondaże meteorologiczne oraz satelity (specjalnie na potrzeby INDOEX-u przesunięto nad Ocean Indyjski europejskiego, geostacjonarnego satelitę METEOSAT-5). INDOEX dał początek projektowi Brązowa Chmura Atmosferyczna (ABC). Centrum operacyjne znajdowało się w Male, stolicy Malediwów, na lotnisku Male International Airport. 

### Cele eksperymentu
- Lepsze poznanie związku pomiędzy ilością aerozoli w powietrzu a zachmurzeniem.
- Wykorzystanie zebranych danych do usunięcia błędów z globalnych modeli klimatycznych (GCM) oraz modeli obiegu związków chemicznych.

Cele pośrednie:
- oszacowanie roli siarczanów oraz innych aerozoli pochodzących z powierzchni kontynentu w bilansie promieniowania.
- oszacowanie wielkości pochłaniania promieniowania słonecznego przez systemy chmurowe w międzyzwrotnikowej strefie zbieżności (ITCZ).
- oszacowanie roli ITCZ w transporcie zanieczyszczeń.

Naukowcy starali się zbadać w jakim stopniu warstwa zanieczyszczeń wpływa na takie właściwości chmur jak koncentracja kropelek chmurowych, rozwój opadów czy albedo chmur. Wielkość albedo chmury jest o tyle istotna w kształtowaniu klimatu, że od jej wielkości zależy ile promieniowania słonecznego zostanie odbite przez powierzchnię chmury z powrotem w kosmos. Na południowej półkuli brak jest źródeł zanieczyszczeń więc powietrze nad południową częścią Oceanu Indyjskiego pozostaje czyste. Docierające tam zanieczyszczone powietrze z północy jest oczyszczane w ITCZ poprzez wilgotną depozycję.

### Wybór regionu
Projekt INDOEX objął swym zasięgiem obszar północnego i południowego Oceanu Indyjskiego. Powodem wybrania tego obszaru były dwa kontrastujące obszary: zanieczyszczona strefa wiatru od lądu z Indii oraz strefa czystego powietrza na półkuli południowej rozgraniczone przez ITCZ.
Gęsto zaludniona południowa część Azji z Półwyspem Indyjskim w szczególności, zamieszkana przez ponad dwa miliardy ludzi jest źródłem emisji dużej ilości zanieczyszczeń powietrza, które są przenoszone nad wody Oceanu Indyjskiego przez północno-wschodni monsun zimowy. Naukowcy odkryli, że gęsta, brązowawa warstwa zanieczyszczeń rozciąga się niemal jednorodnie od powierzchni oceanu do wysokości jednego kilometra (a miejscami nawet do 3 km). Obszar ten obejmuje wody Morza Arabskiego, część Zatoki Bengalskiej oraz równikową część Oceanu Indyjskiego, aż po 5 stopień szerokości geograficznej południowej. Głównymi składnikami zanieczyszczającymi powietrze są: sadza, siarczany, azotany, cząstki organiczne, pyły zawieszone oraz cząstki mineralne (piaski). Obecność tych aerozoli sprawia, że widzialność na otwartym morzu spada nawet poniżej 10 km, jest to sytuacja charakterystyczna przy najbardziej zanieczyszczonych atlantyckich wybrzeżach Ameryki Północnej oraz Europy.

### Czas trwania
Główna faza projektu odbyła się w 1999 roku w czasie zimowego monsunu na północnym i południowym oceanie Indyjskim. Eksperyment rozpoczął się w lutym i trwał do końca marca 1999.

### Koordynacja
Głównym naukowcem eksperymentu ze strony amerykańskiej był V. Ramanathan, dyrektor C4 (Center for Clouds, Chemistry and Climate) w Instytucie Oceanografii Scrippsów). Drugim kierownikiem naukowym był Paul Crutzen, były dyrektor Instytutu Chemii im. Maksa Plancka, laureat Nagrody Nobla w dziedzinie chemii w 1995.
W projekcie tym uczestniczyli również naukowcy z innych krajów, między innymi z Anglii, Australii, Austrii, Francji, Holandii, Indii, Malediwów, Mauritiusa, Niemiec, Polski, Południowej Afryki, Stanów Zjednoczonych i Szwecji.

### Udział polskich naukowców
W eksperymencie INDOEX wzięli udział Krzysztof Markowicz z Zakładu Fizyki Atmosfery na Uniwersytecie Warszawskim oraz Piotr Flatau z Instytutu Oceanografii im. Scripps.

### Rezultaty
Badania wykazały, że oprócz typowych właściwości aerozoli takich jak:
- rozpraszanie promieniowania słonecznego i ograniczanie dopływu energii słonecznej
- tworzenie jąder kondensacji dla pary wodnej

aerozole w czasie INDOEXu zawierały dużą ilość sadzy emitowanej podczas niepełnego spalania paliw kopalnianych i odpadów, co zwiększało ich właściwości absorpcyjne promieniowania.
Aerozole występujące nad Oceanem Indyjskim różnią się od tych nad Atlantykiem, gdyż dzięki rozwiniętym technologiom stosowanym w zakładach amerykańskich i europejskich następuje kompletne spalanie paliw co zapobiega dostawaniu się do atmosfery aerozoli o dużej absorpcji promieniowania. W związku z tym aerozole nad Atlantykiem mają nieco inne właściwości związane z promieniowaniem.